# Imagina van Isenburg-Limburg
Imagina van Isenburg-Limburg († 29 augustus na 1317), Duits: Imagina von Isenburg-Limburg, was een Duitse adellijke vrouw uit het Huis Isenburg. Door haar huwelijk werd ze achtereenvolgens gravin van Nassau, koningin van Duitsland en landgravin van Thüringen.

## Afkomst, huwelijk en familie
Imagina was een dochter van Gerlach I van Isenburg, heer van Limburg an der Lahn en Imagina van Blieskastel. Haar zuster Agnes was gehuwd met Hendrik van Westerburg, een broer van Siegfried van Westerburg, aartsbisschop en keurvorst van Keulen.

### Voorouders
| Voorouders van Imagina van Isenburg-Limburg | Voorouders van Imagina van Isenburg-Limburg                                     | Voorouders van Imagina van Isenburg-Limburg                                     | Voorouders van Imagina van Isenburg-Limburg                                     | Voorouders van Imagina van Isenburg-Limburg                                     | Voorouders van Imagina van Isenburg-Limburg                                     | Voorouders van Imagina van Isenburg-Limburg                                     | Voorouders van Imagina van Isenburg-Limburg                                     | Voorouders van Imagina van Isenburg-Limburg                                     |
| ------------------------------------------- | ------------------------------------------------------------------------------- | ------------------------------------------------------------------------------- | ------------------------------------------------------------------------------- | ------------------------------------------------------------------------------- | ------------------------------------------------------------------------------- | ------------------------------------------------------------------------------- | ------------------------------------------------------------------------------- | ------------------------------------------------------------------------------- |
| Betovergrootouders                          | Gerlach III van Isenburg (?–na 1142) ⚭ ? (?–?)                                  | ? (?–?) ⚭ ? (?–?)                                                               | ? (?–?) ⚭ ? (?–?)                                                               | ? (?–?) ⚭ ? (?–?)                                                               | Folmar I van Blieskastel (?–1179) ⚭ Clementia van Metz (?–?)                    | Simon I van Saarbrücken (?–1183) ⚭ Mechtild (?–?)                               | Eberhard I van Sayn (?–na 1176) ⚭ ? (?–?)                                       | Herman van Saffenberg (?–1172) ⚭ ... van Müllenark (?–?)                        |
| Overgrootouders                             | Gerlach IV van Isenburg (?–vóór 1167) ⚭ ? (?–?)                                 | Gerlach IV van Isenburg (?–vóór 1167) ⚭ ? (?–?)                                 | ? (?–?) ⚭ ? (?–?)                                                               | ? (?–?) ⚭ ? (?–?)                                                               | Folmar II van Blieskastel (?–vóór 1223) ⚭ Jutta van Saarbrücken (?–?)           | Folmar II van Blieskastel (?–vóór 1223) ⚭ Jutta van Saarbrücken (?–?)           | Hendrik II van Sayn (?–1204) ⚭ 1228 Agnes van Saffenberg (?–1201)               | Hendrik II van Sayn (?–1204) ⚭ 1228 Agnes van Saffenberg (?–1201)               |
| Grootouders                                 | Hendrik I van Isenburg-Cleeberg (?–vóór 1227) ⚭ Irmingard (?–1213/18)           | Hendrik I van Isenburg-Cleeberg (?–vóór 1227) ⚭ Irmingard (?–1213/18)           | Hendrik I van Isenburg-Cleeberg (?–vóór 1227) ⚭ Irmingard (?–1213/18)           | Hendrik I van Isenburg-Cleeberg (?–vóór 1227) ⚭ Irmingard (?–1213/18)           | Hendrik van Blieskastel (?–1237) ⚭ vóór 1225 Agnes van Sayn (?–1259)            | Hendrik van Blieskastel (?–1237) ⚭ vóór 1225 Agnes van Sayn (?–1259)            | Hendrik van Blieskastel (?–1237) ⚭ vóór 1225 Agnes van Sayn (?–1259)            | Hendrik van Blieskastel (?–1237) ⚭ vóór 1225 Agnes van Sayn (?–1259)            |
| Ouders                                      | Gerlach I van Isenburg-Limburg (?–1289) ⚭ Imagina van Blieskastel (?–vóór 1298) | Gerlach I van Isenburg-Limburg (?–1289) ⚭ Imagina van Blieskastel (?–vóór 1298) | Gerlach I van Isenburg-Limburg (?–1289) ⚭ Imagina van Blieskastel (?–vóór 1298) | Gerlach I van Isenburg-Limburg (?–1289) ⚭ Imagina van Blieskastel (?–vóór 1298) | Gerlach I van Isenburg-Limburg (?–1289) ⚭ Imagina van Blieskastel (?–vóór 1298) | Gerlach I van Isenburg-Limburg (?–1289) ⚭ Imagina van Blieskastel (?–vóór 1298) | Gerlach I van Isenburg-Limburg (?–1289) ⚭ Imagina van Blieskastel (?–vóór 1298) | Gerlach I van Isenburg-Limburg (?–1289) ⚭ Imagina van Blieskastel (?–vóór 1298) |

### Huwelijk en schoonfamilie

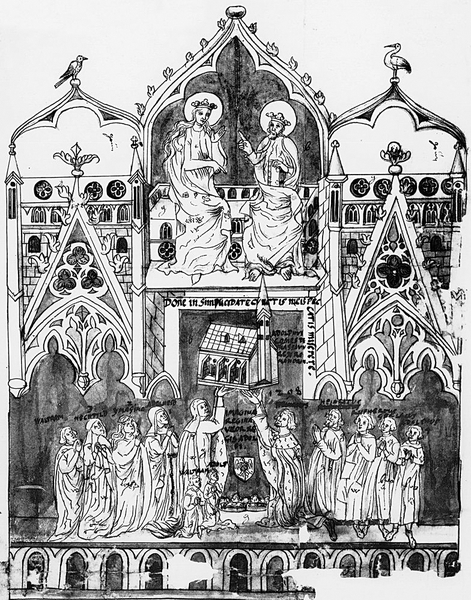
Wandschildering in Klooster Klarenthal met Adolf van Nassau, zijn vrouw Imagina, en hun kinderen. Tekening van Heinrich Dors uit het Epitaphienbuch (1632)

Imagina huwde ca. 1271 met Adolf van Nassau (ca. 1255 – Göllheim, 2 juli 1298). Adolfs broer Diether trad in 1295 in dienst van paus Bonifatius VIII en werd in 1300 aartsbisschop en keurvorst van Trier.

### Kinderen
Uit haar huwelijk werden de volgende kinderen geboren:
1. Hendrik (jong overleden).
2. Mechtild (vóór 1280 – Heidelberg, 19 juni 1323), huwde te Neurenberg op 1 september 1294 met Rudolf I ‘de Stamelaar’ (Bazel (?), 4 oktober 1274 – in Engeland (?), 12 augustus 1319), paltsgraaf bij de Rijn en hertog van Opper-Beieren.
3. Rupert V (1280 – 2 december 1304), volgde zijn vader op als graaf van Nassau, regeerde samen met zijn broer Gerlach.
4. Adelheid († 7 juni 1338), was non in het Sint-Claraklooster te Mainz en na 1311 abdis van Klooster Klarenthal bij Wiesbaden.
5. Imagina (jong overleden).
6. Gerlach I (vóór 1288 – 7 januari 1361), volgde zijn vader op als graaf van Nassau, regeerde samen met zijn broers Rupert en Walram.
7. Adolf (1292–1294).
8. Walram III (1294 – na 22 december 1324), regeerde 1312–1316 samen met zijn broer Gerlach.

## Gravin van Nassau

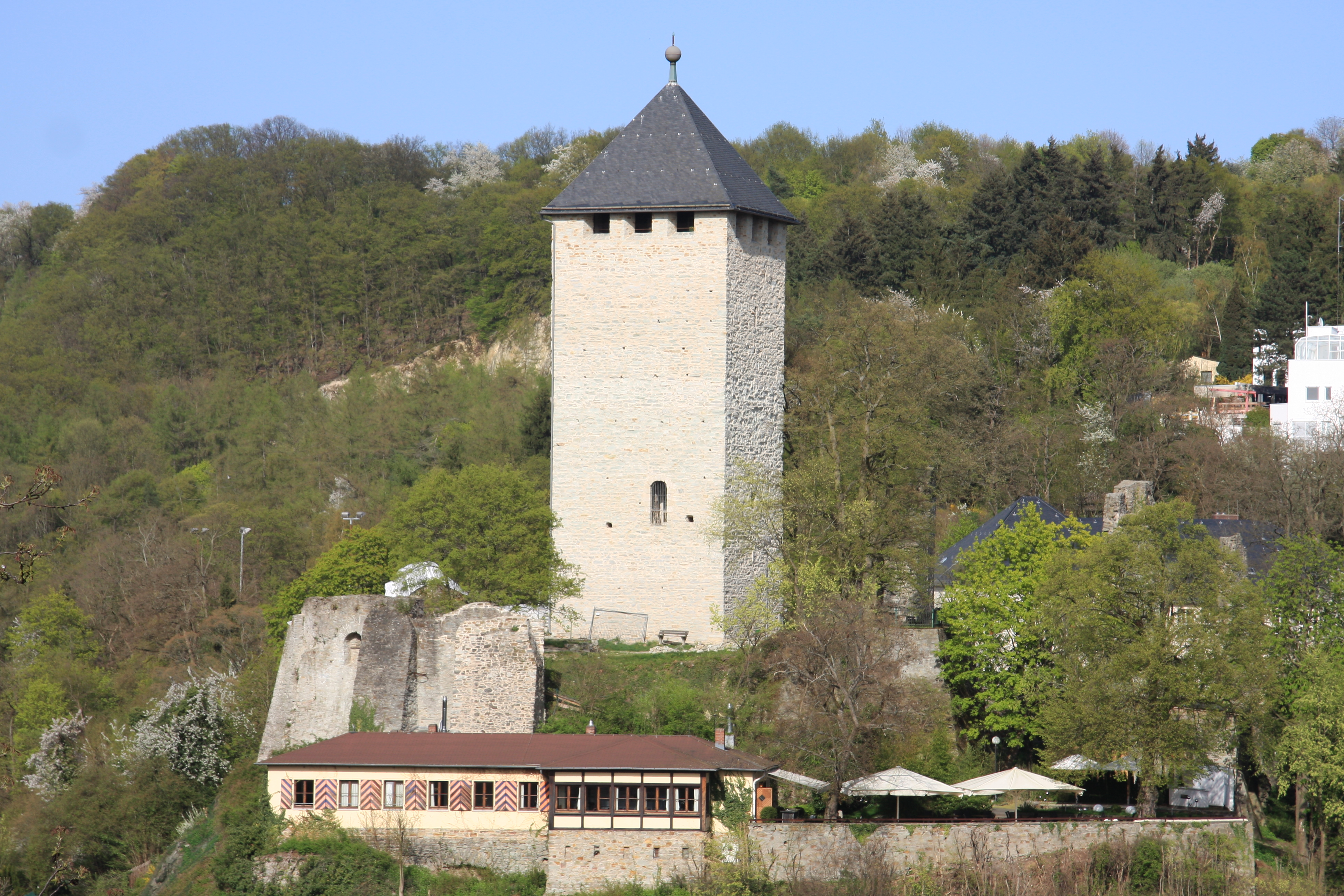
De Burcht Sonnenberg

Imagina's echtgenoot Adolf werd in 1273 opperschenker van de aartsbisschop van Keulen. In 1276 volgde hij zijn vader op als graaf van Nassau. Rond 1280 was hij verwikkeld in de Nassause-Eppsteinse Vete, waarin de heren van Eppstein de stad Wiesbaden en de Burcht Sonnenberg verwoestten. Na drie jaar kwam er in 1283 een schikking tot stand. Wiesbaden en de Burcht Sonnenberg werden weer opgebouwd. De Burcht Sonnenberg werd naast Idstein de residentie van Adolf en Imagina.
Blijkens een oorkonde gedateerd 27 februari 1284 ruilden ‘Adolphus comes de Nassowe et Ymagina nostra collateralis’ bezittingen met de kerk van Weilburg.
Adolf was bijna veertig toen hij tot rooms-koning werd gekozen. Zijn politieke activiteiten waren tot dan toe beperkt gebleven tot zijn rol als bondgenoot van de aartsbisschop van Keulen. Zo commandeerde hij in 1288 het leger van de aartsbisschop van Keulen in de Slag bij Woeringen. Adolf had geen eigen kanselarij, maar kende vanwege zijn relaties met de aartsbisschoppen van Keulen en Mainz wel de politieke verhoudingen in het gebied van de Midden-Rijn en Main. Hij sprak naast Duits, ook Frans en Latijn, wat toen nog zeldzaam was onder Duitse edelen.

## Koningin van Duitsland

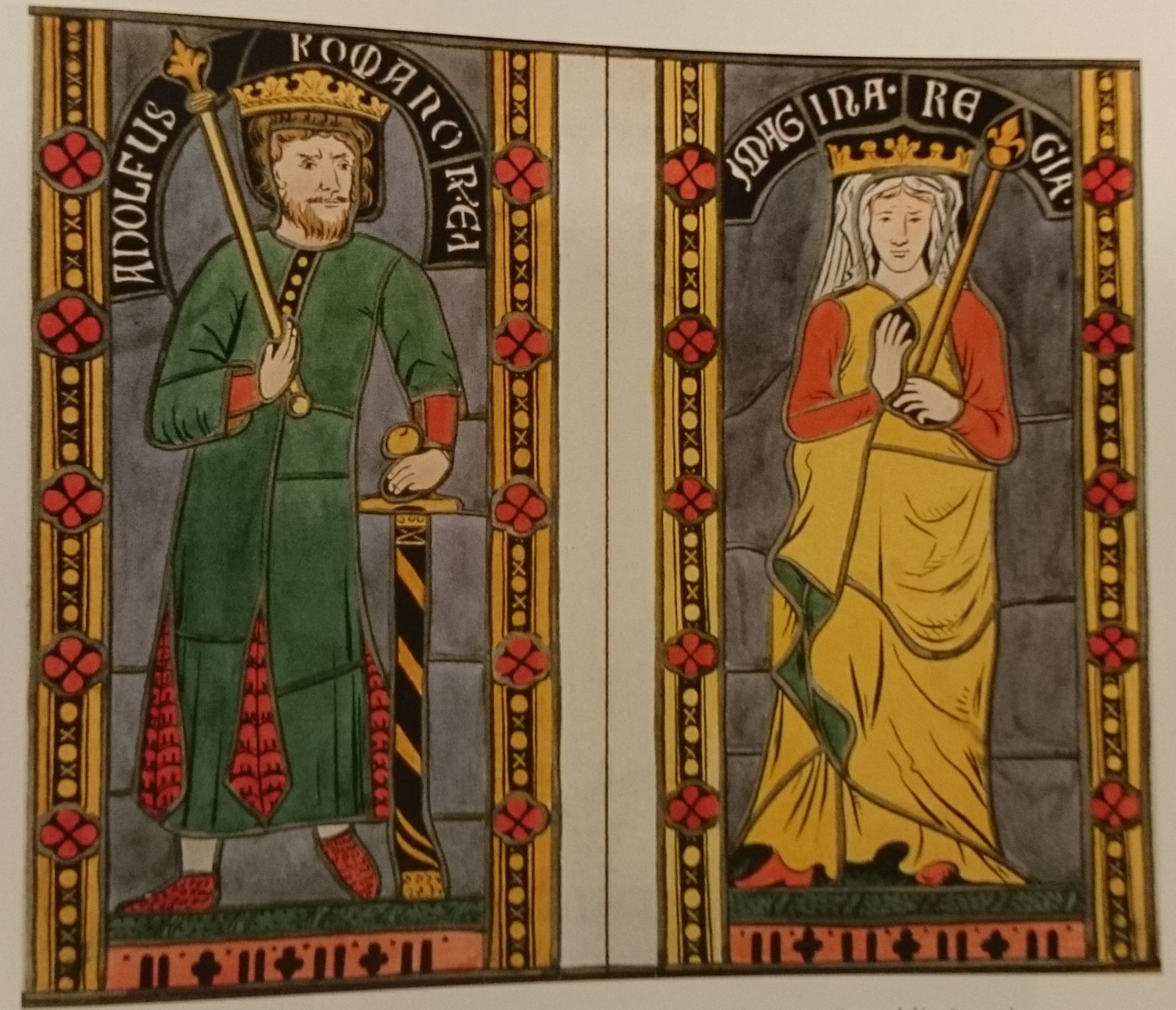
Rooms-koning Adolf en zijn vrouw Imagina, geschilderd op glas in Klooster Altenberg, kopie ca. 1805. Grafelijke Rentekamer, Erbach

Op 5 mei 1292 werd Adolf in Frankfurt tot rooms-koning gekozen. Zijn macht was echter vanaf het begin beperkt vanwege de vele toezeggingen die hij aan de keurvorsten had moeten doen om gekozen te worden. Adolf en Imagina werden op 24 juni in Aken tot koning en koningin gekroond.
Na de verkiezing tot rooms-koning waren Adolf en Imagina nog slechts zelden in Nassau. Imagina resideerde overwegend op de rijksburcht Achalm bij Reutlingen, als ze haar man niet op zijn reizen begeleidde. Het hof van Adolf en Imagina had aantrekkingskracht voor allen die bescherming zochten tegen de machtiger wordende territoriale heersers van het rijk. Adolf hield talrijke hofdagen.
In 1294 greep Adolf in het door oorlog ontwrichte Thüringen in, waarbij hij het landgraafschap van Albrecht II ʻde Ontaardeʼ kocht. Adolf gebruikte de gevechten die tussen Albrecht en zijn zonen Frederik en Diezmann uitgebroken waren. Zo werd Imagina ook landgravin van Thüringen.
Adolf en Imagina stichtten op 29 september 1296 Klooster Klarenthal bij Wiesbaden.

De door Adolf gevoerde politiek in Thüringen was de aanleiding voor een conflict met de keurvorsten. Op 23 juni 1298 werd Adolf zijn ambt onwaardig en zijn koninklijke waardigheid verloren verklaard. Albrecht van Habsburg werd als zijn opvolger gekozen. Het conflict tussen Adolf en de vorstelijke oppositie werd al snel op het slagveld beslist. Op 2 juli 1298 troffen de legers van Adolf en Albrecht elkaar in de Slag bij Göllheim. Na zware aanvallen sneuvelde Adolf samen met zijn standaarddrager en een paar getrouwen. Als gevolg hiervan vluchtte zijn leger. Zijn zoon Rupert werd gevangen genomen door de aartsbisschop van Mainz, Gerhard II van Eppstein. De heren van Eppstein waren al generaties lang de vijanden van de Nassaus.

## Weduwe

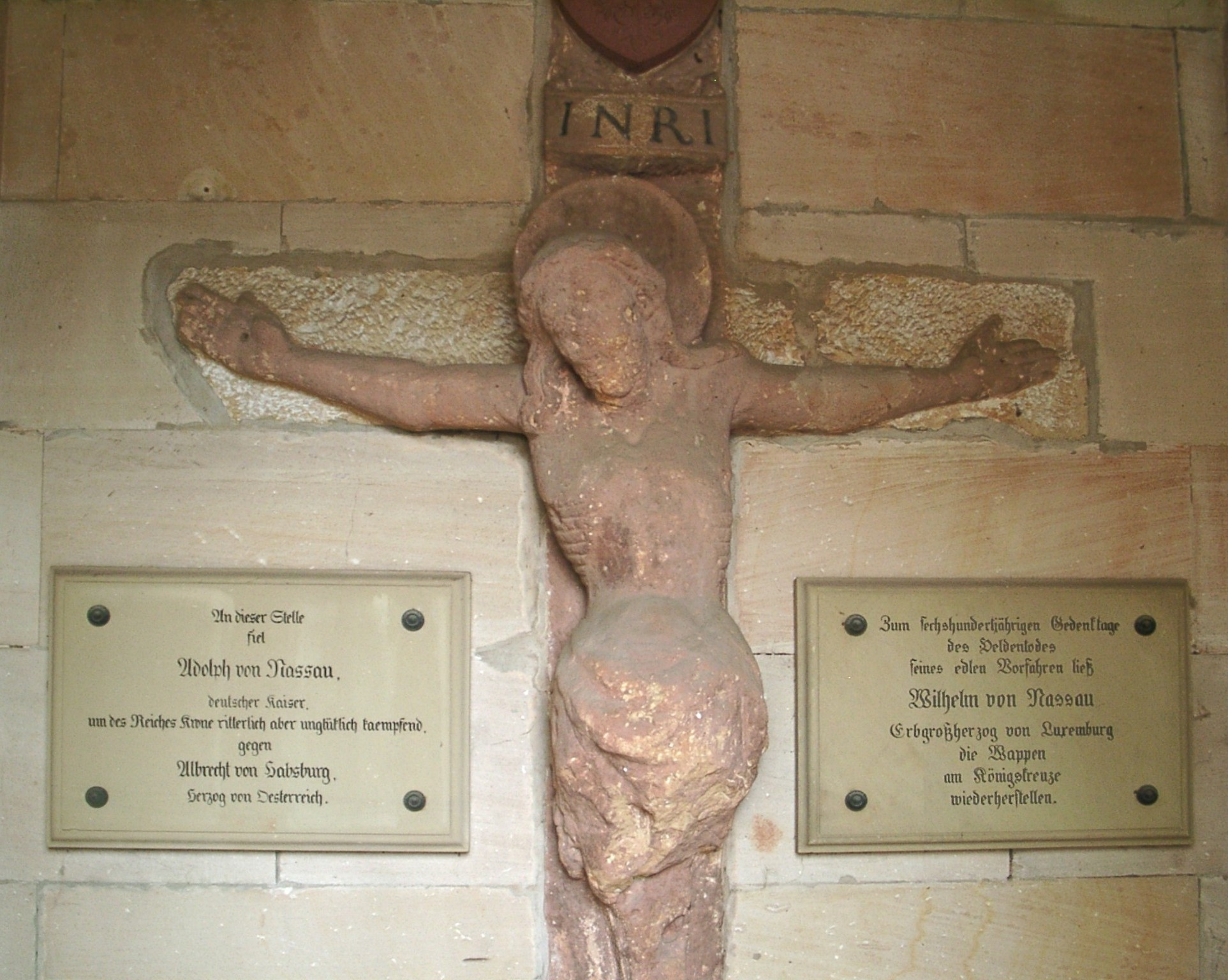
Het Koningskruis bij Göllheim

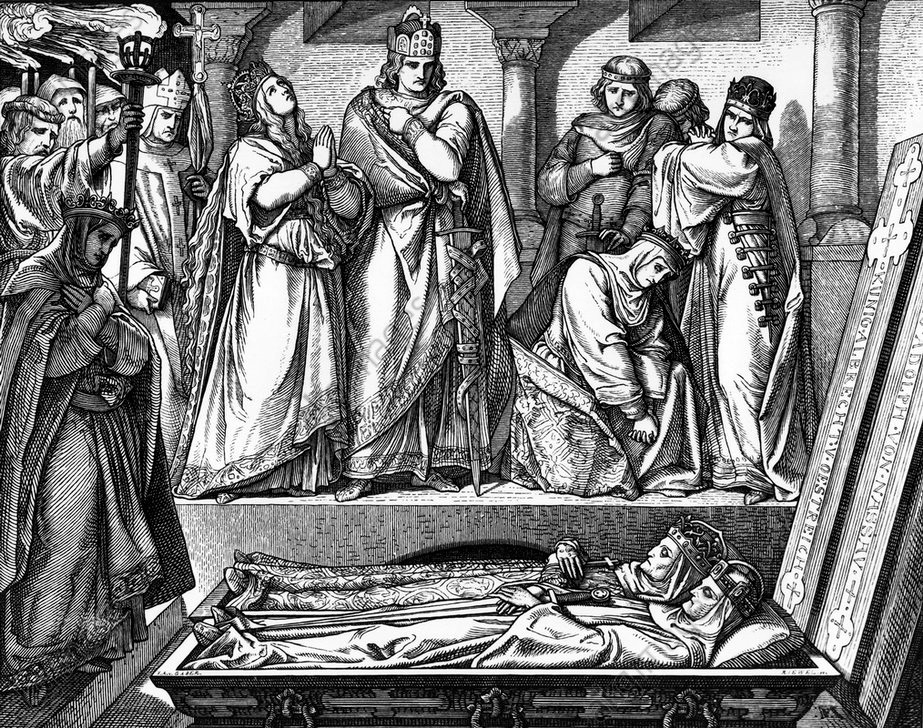
Hendrik VII staat de overbrenging van de lichamen van Albrecht en Adolf naar Speyer toe, bij de kist de weduwen Elisabeth en Imagina

De nieuwe rooms-koning Albrecht verbood om de gesneuvelde rooms-koning in de koninklijke crypte in de Dom van Speyer bij te zetten. Imagina liet Adolf daarom in het cisterciënzer Klooster Rosenthal bij Göllheim bijzetten. Volgens de volksoverlevering liet Imagina op de plek van Adolfs dood in Göllheim ter herinnering het Koningskruis oprichten. Tegenwoordig wordt echter haar zoon Gerlach als de oprichter beschouwd. Het Koningskruis is het oudste wegkruis in de Palts.
Na de dood van Adolf nam de aartsbisschop van Mainz, samen met zijn familieleden de heren van Eppstein, de Burcht Sonnenberg in en verwoestte het. Imagina's zoon Gerlach, op dat moment nog een kind, kon gered worden. Imagina vestigde zich op de Burcht Weilburg, haar weduwengoed.
Imagina vroeg in de herfst van 1298 op de hofdag in Neurenberg Elisabeth van Karinthië, de echtgenote van de nieuwe rooms-koning Albrecht, om de vrijlating van haar zoon Rupert. In 1299 werd hij door de heer van Rheinberg uit zijn gevangenschap bevrijd.
Op 29 augustus 1309 liet rooms-koning Hendrik VII de kist van Adolf overbrengen naar de koninklijke crypte in de Dom van Speyer. Hier werd hij begraven naast Albrecht, die in 1308 het slachtoffer was geworden van een moordaanslag. Imagina was bij deze bijzetting aanwezig.
Op het eind van haar leven trok Imagina zich terug in het mede door haar gestichte Klooster Klarenthal, waar haar dochter Adelheid abdis was. In dat klooster werd Imagina ook begraven. Haar grafmonument werd in 1632 of 1650 uit de tot ruïne vervallen kloosterkerk overgebracht naar de Mauritiuskerk in Wiesbaden. Die kerk werd in 1850 door brand verwoest, het grafmonument van Imagina ging daarbij verloren.